# ماريا ريفيرا أوركويتا
ماريا ريفيرا أوركويتا (بالإسبانية: María Rivera Urquieta)‏ (مواليد 1894) كانت أستاذة ونسوية شيلية. وكانت أحد الأعضاء المؤسسين الحركة المؤيدة لتحرير المرأة الشيلية (بالإسبانية: Movimiento Pro-Emancipación de las Mujeres de Chile (MEMCH)). وكانت مُحاضرة للاتحاد الشيلي للمؤسسات النسائية وقادت أحد اجتماعات المؤتمرات في أول مؤتمر للبلدان الأمريكية للمرأة في مدينة غواتيمالا، غواتيمالا في عام 1947.

## السيرة الشخصية
ولدت ماريا ريفيرا أوركويتا في 12 يونيو، 1894 في فالينار، في ما كان يعرف آنذاك بمقاطعة أتاكاما، شيلي ولكنها تعرف الآن باسم مقاطعة هواسكو، ولدت لوالدها توبياس ريفيرا إريارتي ووالدتها بيترونيلا أوركويتا مونداكا.
كانت ريفيرا أحد أعضاء الحركة المؤيدة لتحرير المرأة الشيلية (MEMCH) والتي بدأت في 11 مايو، 1935 بواسطة إيلينا كافارينا، التي دعت الرفقاء «المغامرين» للانضمام إلى مسعاها النسوي. بالإضافة إلى ريفيرا التي سُجلت كطبيبة كان هنالك: المحامية فلورا هيريديا؛ رئيسة المفتشين ومديرة النساء العاملات كلارا ويليامز؛ الصحفية مارتا فيرجارا؛ الأساتذة آيدا بارادا، دوميليشيا أولوا وسوزانا ديباسير؛ منظمو اتحاد التجارة، يولوجيا رومان وماريا راميريز؛ أنجيلينا ماتيه؛غراسيليا ماندوجانو؛ فيلسيا فيرجارا؛ أولجا بوبليتي وهيرتا هوشهوزر، صديقة إيلينا الحميمة.
رعت الحركة المؤيدة لتحرير المرأة الشيلية في عام 1946 بمساعدة الاتحاد الشيلي للمؤسسات النسائية سلسلة من المحاضرات في جامعة شيلي عن مواضيع متعددة من ضمنها التاريخ الشيلي، الدستور، الديموقراطية، الاقتصاد، التعليم، الصحة والسياسة. المتعاونون في العروض التقديمية كانوا ريفيرا وغراسيليا ماندوجانو، آيدا بارادا، أولجا بوبليتي، يولوجيا رومان. وتبع كل عرض تقديمي نقاش حيوي.
كانت ريفيرا أحد الحاضرين في أول مؤتمر للبلدان الأمريكية للمرأة في مدينة غواتيمالا، غواتيمالا في عام 1947. وكانت كل واحدة من النساء الحاضرات ممثلة عن منظمة تنتمي إليها في بلدها الأم. وكانت ريفيرا ممثلة عن عدة منظمات من ضمنها الجمعيات النسائية المسيحية، دائرة السلام والتعاون الأمريكي، المجلس الوطني للمرأة والاتحاد النسائي الشيلي (مربع 1214، فالبارايسو).
خلال المؤتمر، قادت النقاش حول القوى النووية وتداعيات استخدام القنبلة الذرية. وقد ناقشوا جوانب عدة بخصوص التهديد الذي تشكله الأسلحة النووية ونبهوا في واحدة من توصياتهم الثمانية على اتخاذ جميع الخطوات لضمان عدم استخدام الأسلحة النووية مرة أخرى، ومن ضمنها تدمير جميع الأسلحة الموجودة وأسس التصنيع التي أنتجتها. بالإضافة إلى ذلك، أوصوا ببرنامج تعليم واسع لكي يفهم كل من أعضاء المجتمع بما فيهم الأطفال وكبار السن منافع ومخاطر القوة النووية. وأخيرًا، حثوا الأمم المتحدة على تعيين نساء مسالمات في مناصب للمساعدة في تنظيم ومراقبة جميع جوانب الصناعة الذرية بما فيها التمويل، الإنتاج والمواد الخام، في مسعى لمنع أي حرب نووية أخرى.
عندما وقع رئيس شيلي في 8 يناير 1949 مشروع قانون يمنح المرأة حق التصويت، لم يتم السماح لأي من النسويات اللاتي عملن من أجل حق الاقتراع بحضور المراسم. واستمعن للمراسم في بيوتهم بواسطة الراديوهات عندما تمت قراءة أسماء المشرعين والنسويات الذين حاربوا لمدة 35 عامًا... «أماندا لاباركا، إلسيرا فيرجارا، مارتا كوريا، ماريا دي هيدالغو، فيليزا فيرجارا، ماريا دي أرانسبيا لاسو، إيلينا كافارينا، راكيل غارسيا، فلور هيريديا، أيدا يافار، ماريا ريفيرا، ماغالي نيجريوني، مارتا أوسا، ماريا فيرغارا، جراسيلا لاكوست، جراسيلا ماندوجانو...».